# Liste der Biografien/Vad
Liste der Biografien |
Portal Biografien |
Personensuche
# |
A |
B |
C |
D |
E |
F |
G |
H |
I |
J |
K |
L |
M |
N |
O |
P |
Q |
R |
S |
T |
U |
V |
W |
X |
Y |
Z |
?
 
Va |
Vd |
Ve |
Vh |
Vi |
Vj |
Vl |
Vn |
Vo |
Vr |
Vs |
Vt |
Vu |
Vy
 
Vaa |
Vab |
Vac |
Vad |
Vae |
Vaf |
Vag |
Vah |
Vai |
Vaj |
Vak |
Val |
Vam |
Van |
Vap |
Vaq |
Var |
Vas |
Vat |
Vau |
Vav |
Vaw |
Vax |
Vay |
Vaz
Die Liste der Biografien führt alle Personen auf, die in der deutschsprachigen Wikipedia einen Artikel haben. Dieses ist eine Teilliste mit 65 Einträgen von Personen, deren Namen mit den Buchstaben „Vad“ beginnt.

## Vad
- Vad, Anita (* 1991), ungarische Fußballschiedsrichterassistentin
- Vad, Erich (* 1957), deutscher Historiker und Brigadegeneral
- Vad, István (* 1979), ungarischer Fußballschiedsrichter

### Vada
- Vada, Valentín (* 1996), argentinischer Fußballspieler
- Vadai, Ágnes (* 1974), ungarische Politikerin
- Vadakel, John (* 1943), indischer Geistlicher, emeritierter syro-malabarischer Bischof von Bijnor
- Vadakel, Sebastian (* 1952), indischer Priester, Bischof von Ujjain
- Vadaketh, Chacko (* 1963), malaysischer Schauspieler, Synchronsprecher und Jurist
- Vadakumthala, Alex Joseph (* 1959), indischer römisch-katholischer Geistlicher, Bischof von Kannur
- Vadalà, Antonino, italienischer Geschäftsmann
- Vadala, Chris (1948–2019), US-amerikanischer Jazzmusiker
- Vadala, Eleanor (1923–2023), US-amerikanische Chemikerin, Werkstofftechnikerin, Astronomin und BallonfahrerinEleanor Vadala (1923–2023)

Eleanor Vadala (1923–2023)

- Vadalà-Papale, Giuseppe (1854–1921), italienischer Rechtsphilosoph
- Vadapalas, Vilenas (* 1954), litauischer Richter
- Vadas, József (1911–2006), ungarischer Sprinter und Mittelstreckenläufer
- Vadász, Csaba (* 1960), ungarischer Ringer
- Vadász, János (1903–1977), ungarischer Fotograf, Kameramann und Filmregisseur
- Vadász, László (1948–2005), ungarischer Schachmeister
- Vadasz, Peter (* 1944), österreichischer Politiker (ÖVP), Landtagsabgeordneter im Burgenland

### Vadd
- Vadder, Lodewijk de (1605–1655), flämischer Maler
- Vadder, Paul (* 1933), deutscher Radrennfahrer

### Vade
- Vadé, Jean-Joseph (1719–1757), französischer Komponist und Schriftsteller
- Vadeboncoeur, Pierre (1920–2010), kanadischer Schriftsteller französischer Sprache
- Vadeikis, Marius (* 1989), litauischer Leichtathlet
- Vadell Ferrer, Antoni (1972–2022), spanischer Geistlicher, römisch-katholischer Weihbischof in Barcelona
- Vaden, Jordan (* 1978), US-amerikanischer Sprinter
- Vaden, Paul (* 1967), US-amerikanischer Boxer
- Vaden, Robert (* 1985), US-amerikanischer Basketballspieler
- Vadepied, Mathieu (* 1963), französischer Kameramann und Filmemacher
- Vader, Artur (1920–1978), kommunistischer Politiker Estlands
- Vader, Els (1959–2021), niederländische Sprinterin
- Vader, Milan (* 1996), niederländischer Radrennfahrer
- Vadera, Shriti, Baroness Vadera (* 1962), britische Politikerin (Labour) und Investmentbankerin
- Vaders, Mary (1922–1996), niederländische Widerstandskämpferin

### Vadg
- Vadgaard, Kristen (1886–1979), dänischer Turner

### Vadh
- Vadhan, Salil, US-amerikanischer Informatiker

### Vadi
- Vadi, Tibère (1923–1983), Schweizer Architekt
- Vadi, Urmas (* 1977), estnischer Schriftsteller
- Vadian, Joachim (1484–1551), Schweizer Humanist, Mediziner, Gelehrter, Reformator und Bürgermeister von St. Gallen
- Vadier, Marc Guillaume Alexis (1736–1828), französischer Politiker zur Zeit der Revolution
- Vadillo, Basilio (1885–1935), mexikanischer Botschafter
- Vadim, Christian (* 1963), französischer Schauspieler
- Vadim, DJ, britischer DJ und Musikproduzent
- Vadim, Roger (1928–2000), französischer FilmregisseurRoger Vadim (1928–2000)

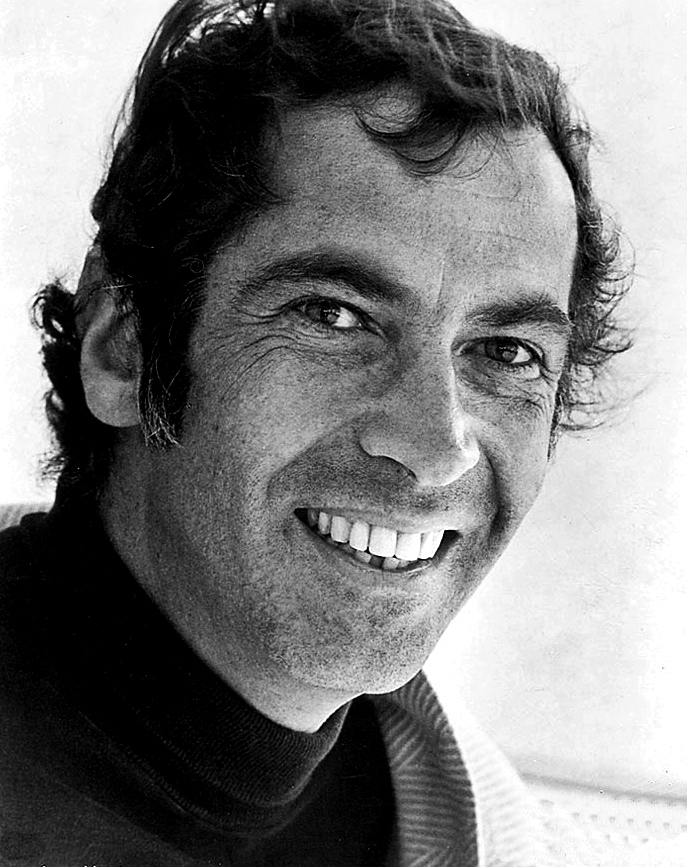
Roger Vadim (1928–2000)

- Vadis, Dan (1938–1987), US-amerikanischer Schauspieler
- Vadivelu (* 1960), indischer Schauspieler

### Vadk
- Vadkerti, Attila (* 1982), ungarischer Handballspieler

### Vadl
- Vadlamani, Priya (* 1997), indische Schauspielerin
- Vadlau, Lara (* 1994), österreichische Seglerin und SteuerfrauLara Vadlau (* 1994)

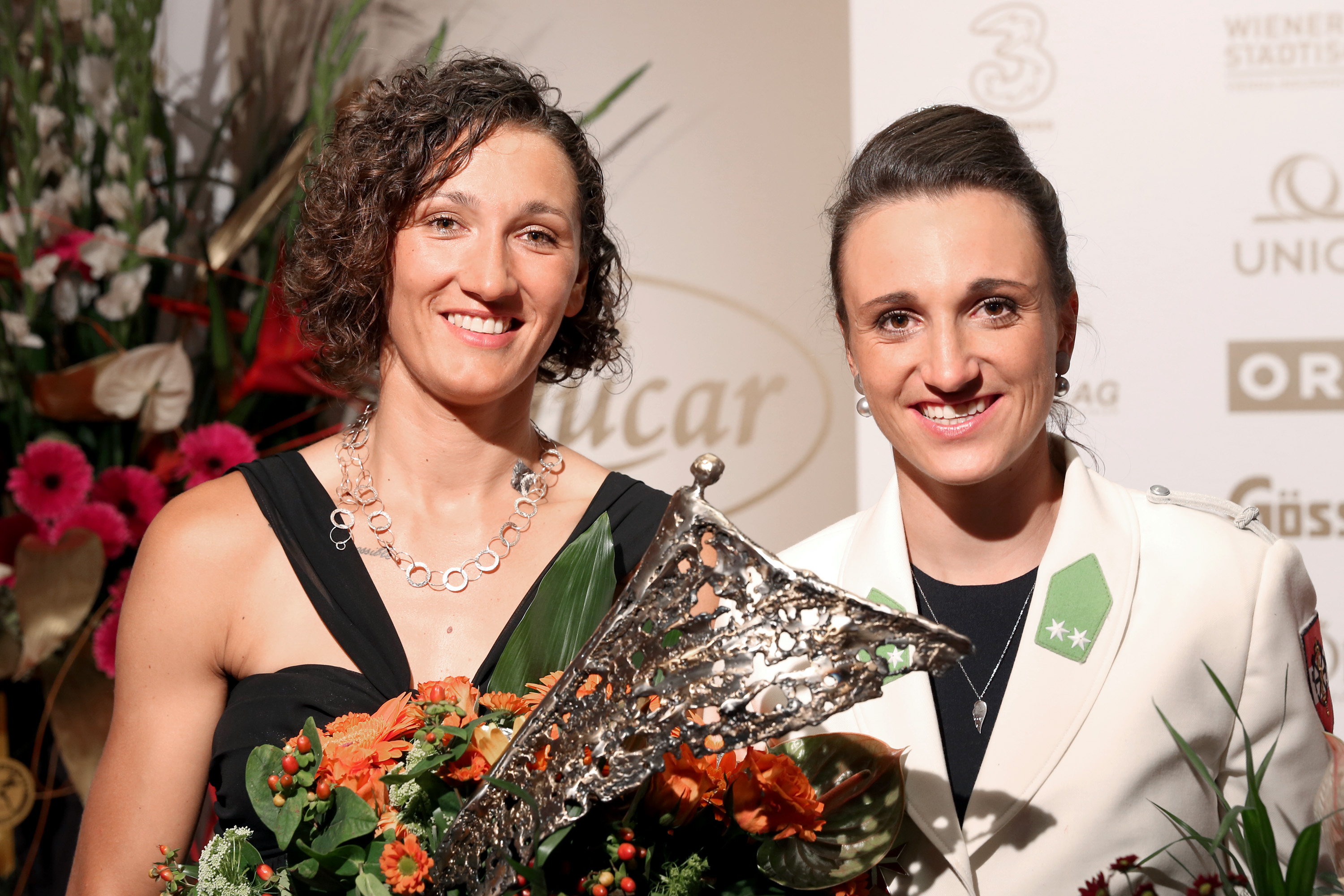
Lara Vadlau (* 1994)

- Vadlejch, Jakub (* 1990), tschechischer Speerwerfer
- Vadlejch, Lucia (* 1988), slowakische Leichtathletin

### Vadn
- Vadnaï, Georges (1915–2002), französisch-schweizerischer Rabbiner
- Vadnais, Carol (1945–2014), kanadischer Eishockeyspieler und -trainer
- Vadnay, László (1904–1967), ungarischer Schriftsteller und Drehbuchautor

### Vado
- Vadócz, Krisztián (* 1985), ungarischer Fußballspieler
- Vadomar, alamannischer Gaukönig der südlichen Breisgauer (bis 360/361)
- Vadon, Titus (* 1963), österreichischer Musiker und Schauspieler
- Vadopalas, Povilas (1945–2025), litauischer Politiker
- Vadovius, Martinus (1567–1641), polnischer Theologe und Philosoph

### Vadr
- Vadra, Priyanka (* 1972), indische Politikerin
- Vadrot, Alice (* 1985), österreichisch-französische Politikwissenschaftlerin

### Vads
- Vadsaria, Dilshad (* 1985), amerikanische Schauspielerin

### Vadu
- Vadulli, Michael (* 1998), chilenischer Fußballspieler
- Văduva, Ilie (1934–1998), rumänischer Politiker (PCR)
- Văduva, Leontina (* 1960), rumänisch-französische Opernsängerin (Sopran)